# Īnchegān
Īnchegān (persiska: Anechkān, اینچگان) är en ort i Iran.   Den ligger i provinsen Khorasan, i den nordöstra delen av landet, 600 km öster om huvudstaden Teheran. Īnchegān ligger 1 578 meter över havet och antalet invånare är 127.
Terrängen runt Īnchegān är kuperad västerut, men österut är den platt. Terrängen runt Īnchegān sluttar söderut.Runt Īnchegān är det ganska tätbefolkat, med 56 invånare per kvadratkilometer. Närmaste större samhälle är Solţān Meydān, 5,2 km öster om Īnchegān. Trakten runt Īnchegān består i huvudsak av gräsmarker.